# Norrahammar
Norrahammar er en tidligere selvstændig by, der ligger i Tabergsåns ådal, mellem Taberg og Hovslätt i Jönköpings kommune.  Norrahammar havde i 2004 omkring 8.800 indbyggere.
Administrativt og statistiskt indgår Norrahammar i byområdet Jönköping, og udgør sammen med Taberg og Månsarp en "kommundel".  Norrahammar opstod omkring Norrahammars Bruk (nedlagt i begyndelsen af 1980'erne), der blandt andet fremstillede jernkomfurer.  
Norrahammar var tidligere en selvstændig köping, men kom i 1971 med i Jönköpings kommun.  I dag fungerer byen som en forstad til Jönköping.
57°42′42″N 14°07′17″Ø / 57.7117°N 14.1214°Ø